# Саурово (Нижегородская область)
Саурово — село в Лысковском муниципальном округе Нижегородской области России.

## География
Село находится в центральной части Нижегородской области, в зоне хвойно-широколиственных лесов, в пределах Приволжской возвышенности, на левом берегу реки Имзы, при автодороге 22Н-2938, на расстоянии приблизительно 13 километров (по прямой) к востоку-юго-востоку (ESE) от города Лыскова, административного центра района. Абсолютная высота — 97 метров над уровнем моря.
Климат
Климат характеризуется как умеренно континентальный, с относительно коротким умеренно тёплым летом и холодной продолжительной зимой. Среднегодовая температура — 3,7 °C. Средняя температура воздуха самого тёплого месяца (июля) — 18,7 °C (абсолютный максимум — 36 °C); самого холодного (января) — −12 °C (абсолютный минимум — −44 °C). Продолжительность безморозного периода составляет 206—212 дней. Среднегодовое количество атмосферных осадков составляет около 588 мм, из которых 410 мм выпадает в период с апреля по октябрь. Устойчивый снежный покров держится около 150—160 дней.
Часовой пояс
Село Саурово, как и вся Нижегородская область, находится в часовой зоне МСК (московское время). Смещение применяемого времени относительно UTC составляет +3:00.

## Население
| 2002 | 2010 |
| ---- | ---- |
| 94   | ↘66  |

Национальный состав
Согласно результатам переписи 2002 года, в национальной структуре населения русские составляли 91 %.